# Єлизаветинське сільське поселення (Читинський район)
Єлизаве́тинське сільське поселення (рос. Елизаветинское сельское поселение) — сільське поселення у складі Читинського району Забайкальського краю Росії.
Адміністративний центр — село Єлизаветино.

## Населення
Населення сільського поселення становить 1115 осіб (2019; 1253 у 2010, 1450 у 2002).

## Склад
До складу сільського поселення входять:
| Населений пункт                         | Населення, осіб (2002) | Населення, осіб (2010) |
| --------------------------------------- | ---------------------- | ---------------------- |
| Верх-Нарим, село                        | 437                    | 345                    |
| Єлизаветино, село                       | 952                    | 866                    |
| Лісоучасток Верх-Нарим, населений пункт | 61                     | 42                     |